# Eois chasca
Eois chasca är en fjärilsart som beskrevs av Paul Dognin 1899. Eois chasca ingår i släktet Eois och familjen mätare. Inga underarter finns listade i Catalogue of Life.